# 1848

## Esdeveniments
Països Catalans

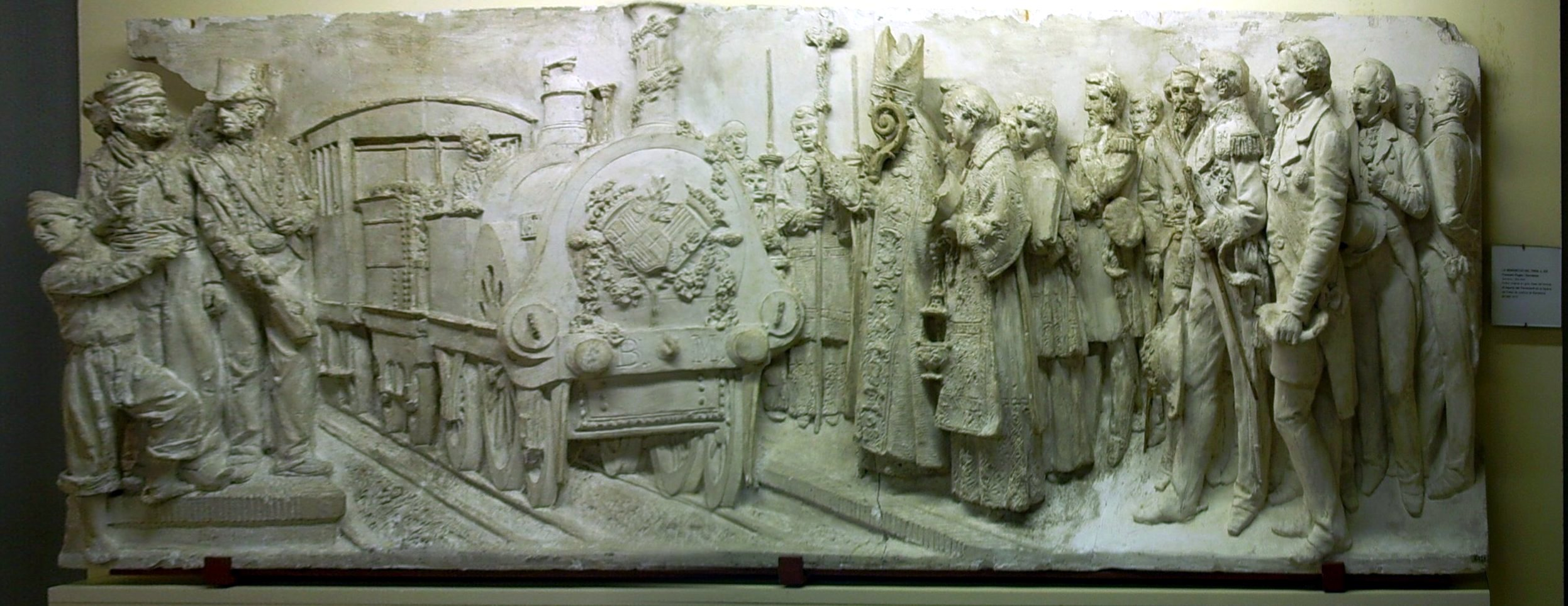
La Benedicció del tren,, Francesc Pagès i Serratosa (Barcelona, 1852-99) relleu original en guix, base del bronze "Al·legoria del Ferrocarril" de la façana del Palau de Justícia de Barcelona. Es conserva al Museu de Mataró, número de catàleg MCMM 5415.

- 28 d'octubre, Província de Barcelona: S'inaugura la primera via de ferrocarril a l'Espanya peninsular que uneix inicialment Barcelona amb Mataró. En aquells moments és el segon d'Espanya (el primer es va fer a Cuba) i el primer de la península.

- Palma: Es funda l'Acadèmia Balear de Ciències i Lletres.

Resta del món
- 2 de febrer, Guadalupe Hidalgo, Mèxic: tractat que posa fi a la guerra entre els Estats Units i Mèxic. Comporta la cessió als primers de Texas, Nou Mèxic i l'Alta Califòrnia.[1]
- 21 de febrer, es publica a Londres, en alemany, el Manifest Comunista, escrit per Karl Marx i Friedrich Engels.[2]
- 5 de març, París, França: nomenen Louis Antoine Garnier-Pagès ministre de Finances.[3]
- 15 de març, Budapest, Imperi austríac: Sándor Petőfi hi llegeix el seu poema Nemzeti dal (Cant Nacional), que desencadena la revolta contra l'ocupació austríaca.
- 26 de març, Madrid: Aixecament republicà sufocat per Francisco Alejandro Lersundi y Ormaechea[4]
- 27 d'abril, París (França)ː S'aboleix definitivament l'esclavitud a França.[5]
- 19 de juliol, Seneca Falls, Estats Units: s'hi reuneix la primera Convenció dels Drets de la Dona.[6]
- 10 de desembre, Lluís Napoleó fou escollit President de la República francesa,amb el 75% dels sufragis.[7]
- Els Estats Units d'Amèrica vencen la Intervenció Nord-americana a Mèxic
- Es funda la Parròquia de Bienville dins de l'estat estatunidenc de Louisiana.
- Primavera dels Pobles coneguda com a Revolució de 1848, onada revolucionària d'àmbit europeu.
- Es publica el Manifest Comunista

## Naixements
Països Catalans
- 14 de maig, Barcelona: Mercè Abella, actriu catalana de l'últim terç del segle XIX (m. 1924).
- 24 de juny, Valls, Alt Campː Maria Güell i Puig, religiosa fundadora de les Missioneres Filles del Cor de Maria (m. 1921).[8]
- 8 de setembre, València: Constantí Llombart, escriptor valencià i activista valencianista.
- 13 d'octubre, Sabadell, província de Barcelona: Eduard Brossa i Trullàs, cartògraf català.
- 28 d'octubre, Cabrils: Emília Carles i Tolrà, empresària i mecenes, primera marquesa de Castellar del Vallès  (m.1915).[9]
- 25 de novembre, Barcelona: Josep Elias i de Molins, polític, advocat i economista català, diputat a les Corts Espanyoles durant la restauració borbònica (m. 1928).
- 26 de desembre, Barcelona: Ignasi Ferrer i Carrió, gramàtic i escriptor català (m. 1903).
- València: Ramon Alorda Pérez, pintor realista especialitzat en aquarel·la i en pintura sobre ceràmica.[10]

Resta del món
- 13 de gener, Merseburg: Richard Eilenberg, compositor alemany.
- 5 de febrer, París, França: Joris-Karl Huysmans, escriptor francès (m. 1907).
- 9 d'abril, Oldenburg: Helene Lange, política, pedagoga i feminista alemanya (m.1930).[11]
- 10 d'abril, Tilly, Sant Prist de Murat: Hubertine Auclert, militant feminista francesa (m.1914).[12]
- 2 d'agost, Dechtice: Josephine Amann-Weinlich, pianista, violinista, directora d'orquestra i compositora austríaca, fundadora de la primera orquestra femenina d'Europa (m. 1887).[13]
- 14 d'agost, Dublín: Margaret Lindsay Huggins, astrònoma (m. 1915).[14]
- 15 de juliol, París (França): Vilfredo Pareto, economista i polític italià, sobretot conegut per la teoria de l'òptim de Pareto (m. 1923).[15]
- 22 de juliol, París, Illa de França: Lucien Fugère, cantant francès.
- 24 de juliol, Villanueva de Gállego, Saragossa: Francisco Pradilla y Ortiz, pintor espanyol
- 25 de juliol, Whitingehame, East Lothian, Escòcia: Arthur Balfour, polític escocès, Primer Ministre del Regne Unit (1902-1905) (m. 1930).[16]
- 28 de juliol, Santiago de Xile, Xile: Victoria Subercaseaux Vicuña, socialite xilena (m. 1931).[17]
- 24 de novembre, Würzburg: Lilli Lehmann, soprano i professora de veu alemanya (m. 1929).[18]
- 29 de novembre, Lancaster (Lancashire): John Ambrose Fleming, físic i enginyer elèctric anglès.[19]
- 5 de desembre, Athlone: Thomas Power O'Connor, polític i periodista.
- 20 de desembre, Amsterdam, Països Baixos: Hugo Nolthenius, músic holandès
- 24 de desembre, Now Hampshire: Samuel Winkley Cole, músic.

- Elshorn, Schleswig-Holstein: Johannes Rehmke, filòsof alemany
- Parral: José Arce Cerda, metge i polític

## Necrològiques
Països Catalans
- 9 de juliol - Vic: Jaume Balmes i Urpià, filòsof, teòleg i clergue catòlic català.

Resta del món
- 9 de gener - Hannover, Alemanya: Caroline Herschel, astrònoma d'origen alemany nacionalitzada britànica (n. 1750).[20]
- 23 de febrer - Washington DC - John Adams, sisè president dels Estats Units.[21]
- 15 de març - Bombai - Rogério de Faria, empresari portuguès. Fou un dels pioners del comerç d'opi amb la Xina (n. 1770).
- 8 d'abril - Bèrgam - Gaetano Donizetti, compositor italià d'òpera (n. 1797)[22]
- 24 de maig, Meersburg: Annette von Droste-Hülshoff, important poeta i compositora alemanya (n. 1797).[23]
- 4 juliol, París (França): François-René de Chateaubriand, escriptor francès d'origen bretó (n. 1768).[24]
- Agost, Berlín: Carl Ludwig Thiele, compositor.
- 24 de novembre - Brocket, Herts: William Lamb, polític anglès, Primer Ministre del Regne Unit (n. 1779).
- 18 de desembre - Praga, Bohèmia: Bernard Bolzano, matemàtic, lògic, filòsof i teòleg bohemi (n. 1781).
- 19 de desembre, Haworth, Bradford (Anglaterra): Emily Brontë, poeta i novel·lista britànica.[25]

- Maig, Sant Petersburg: Heinrich Soussmann, flautista i compositor alemany que va compondre molta música per a flauta, exercicis i fins i tot un mètode.